# Miktoniscus racovitzai
Miktoniscus racovitzai är en kräftdjursart som beskrevs av Albert Vandel1950. Miktoniscus racovitzai ingår i släktet Miktoniscus och familjen Trichoniscidae. Utöver nominatformen finns också underarten M. r. racovitzai.